# Ludwig Stark
Ludwig Stark (Múnic, 19 de juny de 1821 - Stuttgart, 23 de març de 1884) fou un compositor i musicògraf alemany.
Estudià filosofia en la universitat de la seva ciutat nadiua, i composició amb els germans Ignazio i Franz Sachner. El 1856 fundà amb Faisst i d'altres companys el Conservatori de Stuttgart, en el qual ensenyà, cant, harmonia, solfeig i història de la música fins a la seva mort. És conegut especialment per l'obra Klavierschule (escola de piano), feta en col·laboració amb Lebert; a més publicà, Deutsche Liederschule, i altres obres d'estudi per a cant.
També publicà una col·lecció de cançons populars celtes en diferents sèries, en col·laboració amb A. I C. Kissner; transcripcions per a piano, etc; una edició d'obres per a piano de Händel, Bach, Mozart i nombroses composicions originals per a cant, piano i altres instruments, i una col·lecció de les fulles del seu dietari, així com Kunst und Welt (Stuttgart, 1884.